# Expansão cósmica em escala
A teoria da expansão cósmica em escala (em inglês: SEC, ou Scale Expanding Cosmos) é um modelo cosmológico desenvolvido no final dos anos noventa por Johan Masreliez como uma alternativa à teoria do Big Bang.
É uma aproximação conforme do tempo à relatividade geral que requer a extensão discreta exponencial da coordenada temporal para que seja conforme com a continuidade da variedade, dando por resultado uma solução modificada da FLRW. Isto significa que a teoria SEC é um modelo do universo que assume que as quatro dimensões do espaço e do tempo se ampliam em escala. Enquanto as dimensões espaciais do universo ampliam-se, o passo do tempo diminui imperceptivelmente em passos minúsculos para preservar uma escala constante de distâncias medidas. Isso levou a nenhuma necessidade de interpretar os dados dos dois grupos que estudaram supernovas distantes em 1998 como uma aceleração. Neste cosmo da expansão acelerada do universo o "Big Rip" não ocorre. O cosmos do SEC é eterno sem começar ou o extremo, a este respeito é similar à teoria do estado estacionário.
O proponente afirma que seu modelo cosmológico tem superado todas as provas padrões. Esta teoria proporciona explicações mais simples que a da modelo regular da cosmologia. Ainda que a teoria de Masreliez sobre um universo que se está a ampliar à escala se deu a conhecer em várias publicações, mas recente (2010), deve ainda ser considerada como protociência que ainda não tem sido suficientemente estudada e valorizada pela comunidade astrofísica.